# Antocijanidin reduktaza
Antocijanidin reduktaza (EC 1.3.1.77, AtANR, MtANR) je enzim sa sistematskim imenom flavan-3-ol:NAD(P)+ oksidoreduktaza. Ovaj enzim katalizuje sledeću hemijsku reakciju
flavan-3-ol + 2 NAD(P)+ {\displaystyle \rightleftharpoons } antocianidin + 2 NAD(P)H + H+
Ovaj enzim formira 2,3-cis-flavan-3-ole. Izomerni 2,3-trans-flavan-3-oli se formiraju iz flavan-3,4-diola posredstvom enzima EC 1.17.1.3, leuoantocijanidin reduktaze. Enzim iz mahuna Medicago truncatula (MtANR) koristi NADPH i NADH kao reduktant, dok enzim iz biljke Arabidopsis thaliana (AtANR) koristi samo NADPH.

## Literatura
- Nicholas C. Price; Lewis Stevens (1999). Fundamentals of Enzymology: The Cell and Molecular Biology of Catalytic Proteins (Third изд.). USA: Oxford University Press. ISBN 019850229X.
- Eric J. Toone (2006). Advances in Enzymology and Related Areas of Molecular Biology, Protein Evolution (Volume 75 изд.). Wiley-Interscience. ISBN 0471205036.
- Branden C; Tooze J. Introduction to Protein Structure. New York, NY: Garland Publishing. ISBN 0-8153-2305-0.
- Irwin H. Segel. Enzyme Kinetics: Behavior and Analysis of Rapid Equilibrium and Steady-State Enzyme Systems (Book 44 изд.). Wiley Classics Library. ISBN 0471303097.

## Spoljašnje veze
- Anthocyanidin+reductase на 